# Teodorico I di Lotaringia
Teodorico I di Lotaringia o di Lorena (o Thierry I; 965 circa – 11 aprile 1027) è stato Conte di Bar e Duca di Lotaringia dal 978 alla sua morte.

## Origine
Secondo la Chronica Albrici Monachi Trium Fontium era figlio terzogenito del Conte di Bar e poi Duca dell'Alta Lorena (Lotaringia), Federico I e di Beatrice, figlia primogenita del Marchese di Neustria demarcus, conte d'Orleans e conte di Parigi (dal 936 chiamato duca dei Franchi) e futuro duca di Borgogna, Ugo il Grande, e della sua terza moglie Edvige di Sassonia, figlia del defunto re di Germania, Enrico I l'Uccellatore e sorella del re di Germania e futuro imperatore, Ottone I, come ci riporta, nelle sue cronache, Rodolfo il Glabro. Beatrice era la sorella del futuro re di Francia, Ugo Capeto, e del futuro duca di Borgogna, Enrico Ottone.
Federico I di Lotaringia era figlio del Conte di Bidgau, Vigerico, di cui non si conoscono gli ascendenti, che divenne Conte palatino di Lotaringia con Carlo III il Semplice, e di Cunegonda (figlia di Ermetrude, a sua volta, secondo la Genealogiae Comitum Flandriae, figlia del re dei Franchi occidentali, Luigi II il Balbo); secondo il documento n° 210 degli Ottonis I diplomata, del 3 giugno 960, Federico viene citato come fratello del vescovo di Metz, Adalberone (compater noster Adalbero…sanctæ Mettensis ecclesiæ presul [et] germano suo Friderico duce) e Adalberone, secondo un documento citato dall'ecclesiastico e storico, belga, del XVII secolo, Aubertus Miraeus o Aubert le Mire (Bruxelles, 30 novembre 1573 - Anversa, 19 ottobre 1640), nel suo Opera diplomatica et historica, tomus II, è figlio di Vigerico e Cunegonda (non consultato).
Federico da parte materna era discendente di Carlo Magno (alla sesta generazione), inoltre era lo zio del conte di Hainaut, Goffredo I di Verdun.

## Biografia
Gli ascendenti di Teodorico son confermati anche da altre fonti:
- le Laurentii Gesta Episcoporum Virdunensium confermano il nome dei genitori, il nobilissimo duca Federico e Beatrice, precisando che era sorella del re di Francia, Ugo Capeto[9];
- le Gesta Episcoporum Virdunensium, continuatio, confermano che la madre era Beatrice, definita nobilissima duchessa[10].

Suo padre, Federico morì nel 978, come viene riportato dagli Annales Necrologici Fuldenses e Teodorico subentrò al padre nei titoli di conte di Bar e duca di Lorena, come ci conferma il Chronicon Sancti Michælis, monasterii in pago Virdunensi, e, non essendo ancora maggiorenne, sotto tutela della madre, Beatrice, come ci confermano indirettamente le Gesta Episcoporum Virdunensium, continuatio, quando Beatrice viene definita nobilissima duchessa.
Durante la reggenza, Beatrice prese parte attiva alla conduzione del ducato, respingendo una prima invasione francese, nel 983, cercando di mediare tra il re di Francia, Lotario IV e quello di Germania, Ottone III di Sassonia, che si disputavano la Lotaringia. Nel 985, Teodorico si accordò con gli altri signori lorenesi, incluso suo cugino Goffredo I di Verdun, per cercare di opporsi alla invasione del Re di Francia, ma venne catturato all'assedio di Verdun, e la madre, Beatrice concordò col fratello, Ugo Capeto la liberazione di Teodorico, ferito e prigioniero delle truppe francesi.
Nel 987, Teodorico, dopo aver raggiunto la maggior età fece rinchiudere la madre in un monastero per potersi sottrarre all'influenza di Beatrice, che fu però liberata per l'intervento di Papa Giovanni XV.
In quello stesso anno, il conte Erberto III di Vermandois gli tolse il castello di Stenay.
Come la maggior parte dei duchi di Lorena sino alla gallicizzazione della regione nel XIII secolo, Teodorico fu leale agli imperatori del Sacro Romano Impero, prima Ottone II e Ottone III, poi appoggiò l'elezione di Enrico II, nel 1002.
Secondo lo storico, Georges Poull, nel suo libro La Maison souveraine et ducale de Bar (1994) (non consultato), Adalberone, nel 1004 o nel 1005, partecipò a una dieta, dove suo fratello, Adalberone II, Vescovo di Metz, accusò il duca di Carinzia, Corrado I, di avere contratto matrimonio con una sua consanguinea; però fu costretto a lasciare la dieta e rientrare in Lotaringia, assieme al fratello Vescovo di Metz( † 1005).
Poi, nel 1011, egli aiutò l'Imperatore Enrico II nella sua guerra con il Lussemburgo. Venne catturato una seconda volta nel 1018, combattendo contro la Borgogna, ma sconfisse Oddone II di Blois, Conte di Meaux, Chartres e Troyes. Nel 1019, si associò con il figlio Federico, nella reggenza del ducato.
Teodorico viene citato nel documento n° 427, degli Heinrici II diplomata, del 1020, dell'imperatore e re di Germania, Enrico II, in cui conferma i privilegi dell'abbazia di Fulda.
Teodorico si oppose fervidamente all'elezione a re di Germania di Corrado II, nel 1024, successore di Enrico, ma presto fu costretto a divenire suo alleato.
Teodorico morì l'11 aprile 1027, secondo le Obits mémorables tirés de nécrologes luxembourgeois, rémois et messins, circa un anno dopo il figlio, Federico II, gli succedette il nipote, Federico III di Lotaringia

## Matrimonio e discendenza
Aveva sposato Richilde, figlia di Folmar I, conte Lunéville e Metz, nel 985.
Righilde a Teodorico diede tre figli:
- Federico ( † 1026), duca di Lorena[9]
- Adalberone ( † 1006), vescovo titolare di Metz[14]
- Adelaide († dopo il 1032)[14].

## Ascendenza
|                           |                      |                        | Genitori                |  |  | Nonni |  |  | Bisnonni |  |  | Trisnonni |  |
|                           |                      |                        |                         |  |  |       |  |  | …        |  |  | …         |  |
|                           |                      |                        |                         |  |  |       |  |  | …        |  |  | …         |  |
|                           |                      | …                      |                         |  |  |       |  |  | …        |  |  |           |  |
| Vigerico di Bidgau        |                      |                        |                         |  |  |       |  |  | …        |  |  |           |  |
|                           |                      | …                      | …                       |  |  |       |  |  |          |  |  |           |  |
|                           |                      | …                      | …                       |  |  |       |  |  |          |  |  |           |  |
|                           |                      | …                      | …                       |  |  |       |  |  |          |  |  |           |  |
| Federico I di Lotaringia  |                      | …                      |                         |  |  |       |  |  |          |  |  |           |  |
|                           |                      | …                      | …                       |  |  |       |  |  |          |  |  |           |  |
|                           |                      | …                      | …                       |  |  |       |  |  |          |  |  |           |  |
|                           |                      | …                      | …                       |  |  |       |  |  |          |  |  |           |  |
| Cunegonda                 |                      | …                      |                         |  |  |       |  |  |          |  |  |           |  |
|                           |                      | Ermentrude             | Luigi II di Francia     |  |  |       |  |  |          |  |  |           |  |
|                           |                      | Ermentrude             | Luigi II di Francia     |  |  |       |  |  |          |  |  |           |  |
|                           |                      | Ermentrude             | Ansgarda di Borgogna    |  |  |       |  |  |          |  |  |           |  |
| Teodorico I di Lotaringia |                      | Ermentrude             |                         |  |  |       |  |  |          |  |  |           |  |
|                           | Roberto I di Francia | Roberto il Forte       |                         |  |  |       |  |  |          |  |  |           |  |
|                           | Roberto I di Francia | Roberto il Forte       |                         |  |  |       |  |  |          |  |  |           |  |
|                           | Roberto I di Francia | Adelaide d'Alsazia     |                         |  |  |       |  |  |          |  |  |           |  |
| Ugo il Grande             | Roberto I di Francia |                        |                         |  |  |       |  |  |          |  |  |           |  |
|                           |                      | Beatrice di Vermandois | Erberto I di Vermandois |  |  |       |  |  |          |  |  |           |  |
|                           |                      | Beatrice di Vermandois | Erberto I di Vermandois |  |  |       |  |  |          |  |  |           |  |
|                           |                      | Beatrice di Vermandois | Liutgarda di Morvois    |  |  |       |  |  |          |  |  |           |  |
| Beatrice di Parigi        |                      | Beatrice di Vermandois |                         |  |  |       |  |  |          |  |  |           |  |
|                           |                      | Enrico I di Sassonia   | Ottone I di Sassonia    |  |  |       |  |  |          |  |  |           |  |
|                           |                      | Enrico I di Sassonia   | Ottone I di Sassonia    |  |  |       |  |  |          |  |  |           |  |
|                           |                      | Enrico I di Sassonia   | Edvige di Babenberg     |  |  |       |  |  |          |  |  |           |  |
| Edvige di Sassonia        |                      | Enrico I di Sassonia   |                         |  |  |       |  |  |          |  |  |           |  |
|                           |                      | Matilde di Ringelheim  | Teodorico di Ringelheim |  |  |       |  |  |          |  |  |           |  |
|                           |                      | Matilde di Ringelheim  | Teodorico di Ringelheim |  |  |       |  |  |          |  |  |           |  |
|                           |                      | Matilde di Ringelheim  | Rinilde di Frisia       |  |  |       |  |  |          |  |  |           |  |
|                           |                      | Matilde di Ringelheim  |                         |  |  |       |  |  |          |  |  |           |  |

### Fonti primarie
- (LA)  Monumenta Germaniae Historica, Scriptores, tomus IV.
- (LA)  Monumenta Germaniae Historica, Scriptores, tomus IX.
- (LA)  Monumenta Germaniae Historica, Scriptores, tomus X.
- (LA)  Monumenta Germaniae Historica, Scriptores, tomus XXIII.
- (LA)  Monumenta Germaniae Historica, Scriptores, tomus VII.
- (LA)  Monumenta Germaniae Historica, Scriptores, tomus XIII.
- (LA)  Monumenta Germaniae Historica, Diplomata regum et imperatorumi Germaniae, tomus I, Conradi I. Heinrici I. et Ottonis I. diplomata.
- (LA)  Monumenta Germaniae Historica, Diplomata regum et imperatorumi Germaniae, tomus III, Heinrici II. et Arduini. diplomata.

### Letteratura storiografica
- Austin Lane Poole, Ottone II e Ottone III, in «Storia del mondo medievale», vol. IV, 1999, pp. 111 -125
- Edwin H. Holthouse, L'imperatore Enrico II, in «Storia del mondo medievale», vol. IV, 1999, pp. 126-169
- Austin Lane Poole, L'imperatore Corrado II, in «Storia del mondo medievale», vol. IV, 1999, pp. 170–192